# Kabinett Akel

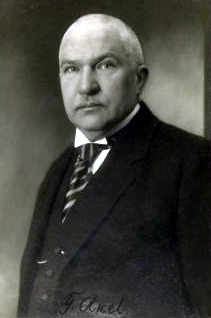
Friedrich Karl Akel

Regierung der Republik Estland unter dem Staatsältesten Friedrich Karl Akel (Kabinett Akel). Amtszeit: 26. März 1924 bis 16. Dezember 1924.

## Regierung
Die Regierung Akel war nach offizieller Zählung die 12. Regierung der Republik Estland seit Ausrufung der staatlichen Unabhängigkeit 1918. Sie blieb 266 Tage im Amt. Ihr gehörten Vertreter der Kristlik Rahvaerakond (Christliche Volkspartei, KRE), Eesti Tööerakond (Estnische Arbeitspartei, ETE) und der Eesti Rahvaerakond (Estnische Volkspartei, ER) sowie parteilose Minister an.

## Putschversuch vom 1. Dezember 1924
Am 1. Dezember 1924 versuchte die Kommunistische Partei Estlands, sich in einem blutigen Staatsstreich gegen die Regierung Akel an die Macht zu putschen. Unterstützung erhielt sie durch die Sowjetunion.
Die kommunistischen Aufständischen griffen am frühen Morgen des 1. Dezember die Residenz des Staatsältesten auf dem Tallinner Domberg, Parlament und Regierungssitz, das Kriegsministerium, estnische Polizei- und Armeeeinheiten sowie Infrastruktureinrichtungen an. Verkehrsminister Karl Kark wurde von den Aufständischen am Baltischen Bahnhof von Tallinn erschossen. Noch am selben Tag brach der Aufstand zusammen.
Nach dem Scheitern des kommunistischen Putschversuchs bildete der neue Staatsälteste Jüri Jaakson am 16. Dezember 1924 eine parteiübergreifende Regierung der nationalen Einheit.

## Kabinett
| Ressort                     | Name                   | Amtszeit                | Partei    |
| --------------------------- | ---------------------- | ----------------------- | --------- |
| Staatsältester              | Friedrich Karl Akel    | 26.03.1924 – 16.12.1924 | KRE       |
| Außenminister               | Otto Strandman         | 26.03.1924 – 14.05.1924 | ETE       |
| Außenminister               | Karl Robert Pusta      | 06.06.1924 – 16.12.1924 | ER        |
| Innenminister               | Theodor Rõuk           | 26.03.1924 – 16.12.1924 | parteilos |
| Landwirtschaftsminister     | August Kerem           | 26.03.1924 – 16.12.1924 | ER        |
| Bildungsminister            | Hugo Bernhard Rahamägi | 26.03.1924 – 16.12.1924 | KRE       |
| Arbeits- und Sozialminister | Christian Kaarna       | 26.03.1924 – 16.12.1924 | ETE       |
| Gerichtsminister            | Rudolf Gabrel          | 26.03.1924 – 16.12.1924 | ER        |
| Finanzminister              | Karl August Baars      | 01.04.1924 – 14.05.1924 | ETE       |
| Finanzminister              | Otto Strandman         | 14.05.1924 – 16.12.1924 | ETE       |
| Verkehrsminister            | Karl Kark              | 26.03.1924 – 01.12.1924 | parteilos |
| Kriegsminister              | Oskar Amberg           | 26.03.1924 – 18.10.1924 | KRE       |
| Kriegsminister              | Hans Kurvits           | 11.11.1924 – 26.11.1924 | parteilos |